# Classe Gremyashchiy
A classe Gremyashchiy (em russo: Гремящий), designação russa Projeto 20385, é uma atualização da classe Steregushchiy de corvetas da Marinha Russa. Este projeto subsequente foi projetado pelo Almaz Central Marine Design Bureau em São Petersburgo para substituir a frota envelhecida da Marinha Russa. Embora sejam classificadas como corvetas pela Marinha, esses navios carregam sensores e sistemas de armas semelhantes a fragatas, sendo assim são classificados pela OTAN como fragatas.

## História
As corvetas da classe Gremyashchiy são navios multipropósitos grandes, projetados para o complemento da classe Steregushchiy já comissionada na Marinha Russa. Elas foram projetadas para terem a capacidade de missões de maior resistência e são capazes de lançar mísseis de cruzeiro.
O primeiro navio teve seu batimento de quilha no dia 26 de maio de 2011 e a cerimônia oficial ocorreu em 1 de fevereiro de 2012. Foi lançada no dia 30 de junho de 2017 em São Petersburgo.
A construção do segundo navio da classe "Provorny", foi iniciado em abril de 2013.
A classe foi projetada com motores diesel MTU alemães para propulsão. No entanto, devido a sanções do conflito ucraniano, as entregas de motores diesel MTU além da construção das duas primeiras unidades foram interrompidas, resultando no cancelamento de unidades adicionais. Em razão disso, novas unidades da classe Steregushchiy anterior estão sendo encomendadas. Em maio de 2016, a corveta Gremyashchiy recebeu duas unidades a diesel 1DDA-12000 de fabricação russa na Kolomna Works, com base em seus motores 16D49, substituindo os motores diesel MTU alemães anteriormente exigidos.
O navio líder da classe Gremyashchiy, realizou testes no mar no final de abril de 2019. Em 31 de outubro de 2019, o presidente russo Vladimir Putin anunciou que a corveta Gremyashchiy será equipada com mísseis de cruzeiro antinavio hipersônicos 3M22 Zircon. Em dezembro de 2019, como parte dos testes de aceitação estatal, o navio entrou no Mar Branco para testar o seu principal sistema de mísseis contra diversos tipos de alvos. No dia 29 de dezembro de 2020, em cerimonia realizada no estaleiro Severnaya Verf, em São Petersburgo, o primeiro navio do Projeto 20385 Gremyashchy foi incorporada à Marinha Russa.
Foi realizado um pedido adicional de duas corvetas em agosto de 2020. O pedido dos navios do Projeto 20385 foi feito em conjunto com um pedido de navios adicionais do Projeto 20380, os novos navios poderiam ser construídos no Estaleiro Amur, ou em Severnaya Verf. Em dezembro foi anunciado que quatro novas corvetas da classe seriam construídas no Estaleiro Amur para a Frota do Pacífico com entrada em serviço prevista entre 2024 e 2028.
Em dezembro de 2021, a corveta Provornyy sofreu graves danos causados por um incêndio durante a construção no estaleiro Severnaya Verf, em São Petersburgo. A corveta estava programada para ser comissionado pela Marinha Russa no final de 2022. Foi relatado que uma reconstrução poderia levar cinco anos.

## Projeto
O Projeto 20385 em comparação com seu antecessor (Classe Steregushchiy) difere-se pelas maiores dimensões e deslocamento. As embarcações possuem casco de aço e superestrutura composta, com proa bulbosa e nove subdivisões estanque. Em comparação com os navios Soobrazitelny (531), Boikiy (532), Sovershennyy (333) e Stoikiy (545), que estão equipados com o sistema VLS de defesa aérea Redut de 12 lançadores na proa, as novas corvetas seram equipadas com um sistema UKSK VLS composto por oito lançadores antinavios para mísseis de cruzeiro Kalibr, Oniks ou Zircon. O sistema Redut VLS com 16 lançadores foi colocado na popa. Outra diferença é a falta do mastro de popa acima do hangar de helicópteros e do mastro principal único integrado que não inclui mais prateleiras abertas separadas para artilharia e radares de navegação.

## Equipamentos

### Armamentos
1 x А190-01 de 100 mm montado na proa para atacar navios de superfície inimigos, alvos costeiros e aéreos. O tiro tem um alcance de 20 km.
Um sistema de lançamento vertical UKSK de oito células para mísseis de cruzeiro de longo alcance (300 km) Kalibr para proteção contra ataques.
2 x AK-630M de 30 mm para defesa contra aeronaves inimigas.
Um lançador de 16 células Redut para mísseis antiaéreos, que usa mísseis terra-ar 9K96 para defender alvos aéreos.
2 x Sistema anti-submarino Paket fornece proteção para a embarcação contra submarinos e torpedos.
2 × 14.5 mm MTPU pedestal machine guns
2 × AK-630M CIWS

#### Sonares e guerra eletrônica
As corvetas Gremyashchiy estão equipadas com um sistema de radar naval AESA multifuncional Zaslon como o principal radar de busca aérea.
Estão equipadas com um radar de busca de superfície e com o radar de controle de fogo 5P-10 Puma para o canhão de artilharia A-190 de 100 mm.
As corvetas estão equipadas com dois sonares de guerra anti-submarina, um sonar montado na proa Zarya-M e um sonar secundário Vinyetka de baixa frequência ativo/passivo rebocado.
Os navios estão equipados com o conjunto de guerra eletrônica (EW) TK-25-5 e quatro contramedidas PK-10.

##### Propulsão
Os navios são movidos por duas unidades marítimas diesel-diesel 1DDA 12000, cada uma consistindo de dois motores diesel 16D49, gerando uma potência de 12.000 CV. As embarcações são equipadas também com duas hélices de passo fixo de cinco pás acionadas por motores diesel através de dois eixos.

## Navios
| Nome         | Nº de amura | Estaleiro                       | Batimento de quilha  | Lançamento          | Comissionamento        | Frota    | Status                                                                                             |
| ------------ | ----------- | ------------------------------- | -------------------- | ------------------- | ---------------------- | -------- | -------------------------------------------------------------------------------------------------- |
| Gremyashchiy | 337         | Severnaya Verf, São Petersburgo | 26 de maio de 2011   | 30 de junho de 2017 | 29 de dezembro de 2020 | Pacífico | Ativo                                                                                              |
| Provornyy    |             | Severnaya Verf, São Petersburgo | 25 de julho de 2013  |                     | 2026                   | Pacífico | Em construção; danos graves por incêndio em dezembro de 2021; a reconstrução pode levar cinco anos |
| Buiniy       |             | Estaleiro Amur                  | 23 de agosto de 2021 |                     | 2027                   | Pacífico | Em construção                                                                                      |
| Razumnyy     |             | Estaleiro Amur                  | 12 de junho de 2022  |                     | 2027                   | Pacífico | Em construção                                                                                      |
| Bystriy      |             | Estaleiro Amur                  | 4 de julho de 2022   |                     | 2028                   | Pacífico | Em construção                                                                                      |
| Retivy       |             | Estaleiro Amur                  | 9 de junho de 2023   |                     |                        | Pacífico | Em construção                                                                                      |